# Mirko Jurak
Mirko Jurak [mírko júrak], slovenski anglist, literarni zgodovinar, univerzitetni profesor in urednik, * 11. september 1935 Ljubljana, † 25. september 2014.

## Življenje in delo
Leta 1960 je na Filozofski fakulteti Univerze v Ljubljani diplomiral iz angleškega in ruskega jezika s književnostma in absolviral iz nemcistike. 1963 se je odpravil v Anglijo na University of Sussex na podiplomski študij pod mentorstvom angleškega literarnega zgodovinarja profesorja Davida Daichesa. Poleti 1966 je bil v Salzburgu na izpopolnjevanju iz ameriške književnosti. Leta 1967 je na ljubljanski Filozofski fakulteti doktoriral s temo Angleška poetično-politična drama v letih 1930–1940 (COBISS). V študijskem letu 1970/71 je bil gostujoči profesor na Drake University v Iowi, ZDA, kjer je predaval angleško književnost. Sklope predavanj je imel tudi na univerzah v Trstu, Celovcu in Mariboru. Posamična vabljena predavanja je imel na raznih univerzah po Evropi in po svetu (Beograd, Zagreb, Sarajevo, Gradec, Innsbruck, Regensburg, Tübingen, Benetke, Minneapolis, Denver, Honolulu, Šanghaj, Canberra, London). 
Z referati je sodeloval na konferencah Evropskega združenja za ameriške študije (EAAS) v Parizu, Rimu, Budimpešti, Berlinu itd. Bil je soustanovitelj in podpredsednik Evropske zveze za avstralske študije (EASA) - z referati je sodeloval na konferencah v Bernu, Londonu, Kopenhagnu, Barceloni, Dublinu, kjer je predstavljal književna dela slovenskih izseljencev v Avstraliji. Organiziral je dva mednarodna simpozija na Bledu: leta 1982 o avstralski književnosti in leta 1988 o medkulturnih študijah v ZDA, Kanadi in Evropi. 
Bil je redni profesor  za angleško in ameriško književnost na Oddelku za anglistiko in amerikanistiko Filozofske fakultete v Ljubljani, kjer je uvedel predavanja iz dramatike W. Shakespeara ter iz avstralske in kanadske književnosti.  Med letoma 1979 in 1981 je bil prodekan, med letoma 1981 in 1983 pa dekan Filozofske fakultete, med 1984 in 1988 predstojnik Oddelka za germanske jezike in književnost in med 1991 in 1993 prorektor Univerze v Ljubljani. 
Bil je predsednik Slovenske izseljenske matice (1990–1995) in podpredsednik Odbora za Slovence v zamejstvu in v tujini pri vladi Republike Slovenije. Bil je tudi večletni član gledaliških svetov Ljubljanska Drama in MGL. Bil je predsednik Društva za tuje jezike in književnost Slovenije in urednik društvenega glasila. Kot član uredniških odborov je sodeloval pri revijah Rodna gruda, Slovenija in Dve domovini. Od leta 2000 je bil glavni in odgovorni urednik revije Acta neophilologica, ki jo izdaja Oddelek za anglistiko in amerikanistiko v sodelovanju z Oddelkom za germanistiko z nederlandistiko in skandinavistiko. Upokojil se je leta 2005.
Leta 1960 je prejel Prešernovo nagrado za študente in leta 1977 nagrado Sklada Borisa Kidriča. Prejel je veliko priznanje FF (1989), veliko priznanje Univerze v Ljubljani (1990) in leta 1999 priznanje avstralske vlade.
Glavna tematska področja njegovega znanstvenega in pedagoškega dela so: elizabetinska dramatika, angleška in ameriška dramatika 20. stoletja ter slovenska izseljenska književnost z angleško govorečih področij. Bil je mentor številnim študentom pri njihovih diplomskih nalogah, magistrskih delih in doktorskih disertacijah na univerzah v Ljubljani in Mariboru.
Kot študent je objavil več knjižnih ocen, njegova celotna bibliografija pa šteje več kot 300 enot. Med njegovimi najpomembnejšimi deli so monografija Dileme parabolične umetnosti (1975) (COBISS), razprava o vlogi in pomenu virov za Shakespearovo dramatiko ter uvodne študije k devetim novim izdajam Shakespearovih dram v prevodu Milana Jesiha, prvi prikaz slovenske izseljenske književnosti v Kanadi in spremne besede k slovenskim prevodom del angleških in ameriških piscev, ki so bile objavljene v zbirkah Sto romanov, Nobelovci, Angleški roman itn. Njegove razprave so izšle tudi v vrsti evropskih in ameriških znanstvenih revij in v zbornikih.

## Izbor iz bibliografije

### Monografija, eseji
- Dileme parabolične umetnosti: angleška angažirana poetična drama in gledališče (1975) (COBISS)
- Od Shakespeara do naših sodobnikov: eseji in zapisi o angleški, ameriški in avstralski književnosti (1983) (COBISS)
- Literarne in gledališke interpretacije in presoje (1988) (COBISS)

### Učbeniki
- English poetry: an anthology with a critical and historical introduction for foreign students (1972) (COBISS)
- Berila iz angleške in ameriške književnosti. / Readings in English and American Literature (1983) (COBISS)
- Literatures in English, 1, 2: a practical reader (1990, 1991, 1994) (COBISS)
- Zapisi o Shakespearu = Notes on Shakespeare (1997), prejšnji izdaji 1988, 1995 (COBISS)

### Urednik, sourednik, pisec spremne besede
- Mavrična ptica. Avstralske novele. (1979) (COBISS)
- Australian papers : Yugoslavia, Europe and Australia. (1983) (COBISS)
- Cross-cultural studies : American, Canadian and European literatures, 1945-1985. (1988) (COBISS)
- Literature, culture and ethnicity : studies on medieval, renaissance and modern literatures : a festschrift for Janez Stanonik. (1992) (COBISS)
- Ameriška proza : od realizma do postmodernizma. (2001) (COBISS)
- Angleška poezija in proza : izbrani eseji (2005) (COBISS)

### Izbrane monografske študije, znanstveni članki
- English poetical verse drama of the thirties: revision and alteration. Acta neophilologica (1968) (COBISS)
- The Group Theatre: its development and significance for the modern English theatre. Acta neophilologica (1969) (COBISS)
- Zapis o književnem ustvarjanju W. H. Audena. Dialogi (1968) (COBISS)
- Mesto in vloga junakov Saula Bellowa v sodobni družbi. Dialogi (1969) (COBISS)
- Gledališče krutosti. Prostor in čas (1970) (COBISS)
- Dramaturgic concepts of the English Group Theatre : the totality of artistic involvement. Moderna drama (1973) (COBISS)
- Vloga in pomen virov za Shakespearovo dramatiko. Shakespeare, William. Zbrana dela 14. (1973) (COBISS)
- Louis MacNeice and Stephen Spender: development and alterations of their plays written for the Group Theatre. Acta neophilologica (1974) (COBISS)
- Poetry written by the Slovene immigrants in Australia: types of imagery from the old and the new country. Australian papers : Yugoslavia, Europe and Australia. (1983) (COBISS)
- The search for cultural identity in Ivan Kobal's autobiographical novel "The men who built the Snowy". Autobiographical and Biographical Writing in the Commonwealth. (1984) (COBISS)
- Džordž Bernard Šo. Engleska književnost 3. (1984) (COBISS)
- Irony and parody in Irish drama : possibilities of translation.  Anglo-Irish and Irish literature : aspects of language and culture : proceedings of the Ninth International Congress of the International Association for the Study of Anglo-Irish Literature (1988) (COBISS)
- Ivan Dolenc and John Krizanc : Two Canadian Authors of Slovene Origin. Dve domovini (1990) (COBISS)
- Jack Tomšič's poetry: the spiritual, ethnic, acculturational and social functions of literature. Slovene studies (1992) (COBISS)
- The Dichotomy of Anna Praček Krasna's Fiction.Slovenska beseda v angleškem kulturnem prostoru. (1992) (COBISS)
- Pogledi na razvoj angleške poezije. Antologija angleške poezije (1997) (COBISS)
- Simbolika barv v prozi Stephena Crana. Raziskovanje kulturne ustvarjalnosti na Slovenskem : Šumijev zbornik : ob dvajsetletnici Znanstvenega inštituta (1999) (COBISS)
- Kanada. Slovenska izseljenska književnost 2. (1999) (COBISS)